# Roulotte Polar
Roulotte Polar és la segona maqueta del grup català Els Amics de les Arts. Fou publicada l'any 2007 per la discogràfica Pistatxo Records. L'EP es distribuí en format CD i gratuïtament en format digital a través de la descàrrega directa a la pàgina web oficial del grup, tal com succeí en la primera maqueta del grup Catalonautes.
La maqueta consta de cinc cançons escrites des de la distància car els membres del grup estaven repartits pel món. Actualment l'EP es pot comprar i descarregar gratuïtament a la pàgina oficial del grup.

## Llista de cançons
El disc el conformen cinc cançons:
| Núm. | Títol                           | Durada |
| ---- | ------------------------------- | ------ |
| 1.   | «L'Antàrtida és freda»          | 4:56   |
| 2.   | «Doctorat en romàntic medieval» | 4:39   |
| 3.   | «Tren Transsiberià»             | 3:41   |
| 4.   | «Coses de nens»                 | 3:56   |
| 5.   | «Tintín al Congo»               | 5:31   |